# 中华民国陆海军大元帅大本营
中华民国陆海军大元帅大本营于1923年3月2日在广州创建。其继承广州中华民国政府的传统，继续采用青天白日满地红旗为国旗。因其存在期间实现第一次国共合作，故现时中国大陆历史教科书亦称之为广东革命政府。孙中山逝世后，汪精卫于1925年7月1日改组为國民政府，任國民政府主席。

## 歷史

#### 孙中山回粤
1922年陈炯明的部下发动六一六事变后，孙中山在蒋中正、陈策等护卫下乘永丰舰离开，至8月初离粤退居到卢永祥势力范围的上海。广州中华民国政府瓦解，第二次护法运动宣告失败。陈炯明部占据广州，自任总司令。
1923年1月4日，孙文通电讨伐陈炯明，并收买滇军杨希闵部、桂军刘震寰部，与拥护孙文的许崇智粤军联合，组成东西两路“讨贼军”，合击陈炯明。1月15日陈炯明宣布下野，次日撤出广州、退守惠州东江。

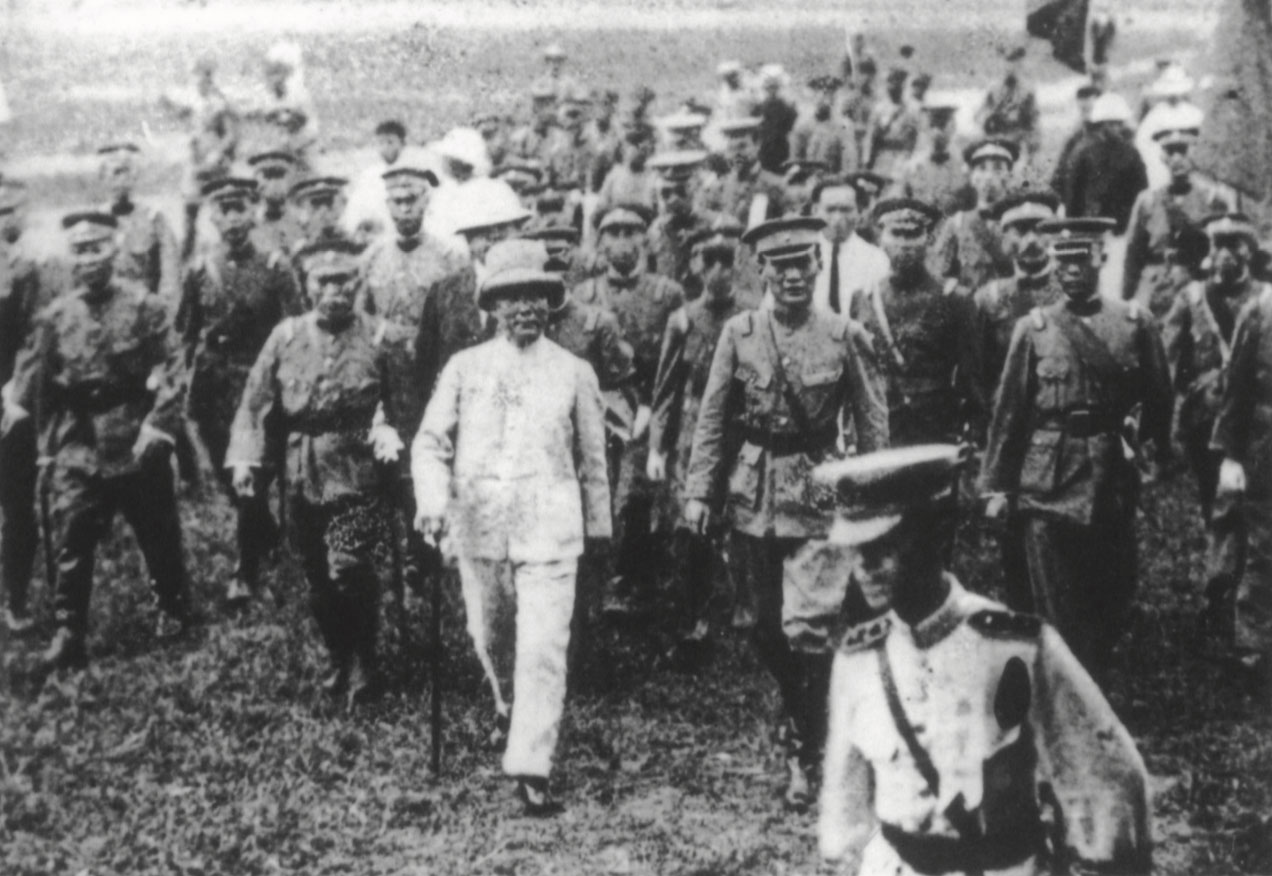
孙中山复任大元帅后检视部队

同年2月21日，孙中山重回广州，在天字码头受到市民的欢迎；22日，孙中山出席军政要人在农林试验场设置的欢迎宴会，即席发表长篇演说。3月2日，在农林试验场成立陆海军大元帅大本营，孙中山任大元帅。3月31日，大元帅府迁驻广州「河南士敏土厂」。

#### 讨伐沈鸿英
4月16日，沈鸿英在直系军阀吴佩孚的支持下，兵分三路进攻广州。孙中山偕同杨希闵部滇军、刘震寰部桂军等组成讨贼军，攻占瘦狗岭，肃清了广州外围。后调驻江门的粤军会同滇军第四师，攻占清远，切断了沈军西北面退路，将沈军逼退回广西。而大本营则集中力量对付北路沈军。孙中山于6月27日亲赴北江指挥，次日全线出击，打败沈军。

#### 消灭陈炯明
5月9日，陈炯明残部在东江再次叛乱，大本营为解除这一威胁，在财政严重困难、军事力量处于劣势的情况下，进行了一系列艰苦激烈的军事斗争。终于1925年，大本营肃清叛军，陈军溃至赣、闽边境。

## 政治
中華民國陸海軍大元帥大本營的最高領導人是中國國民黨總理孫中山。孫中山實行黨國體制，一黨制的中國國民黨統領政府。設有秘书处、参军处、法制局、审计局、会计司、庶务司、内政部、财政部、军政部、建设部、外交部、海军部、参谋部和大理院。
期间，广州被劉震寰的桂軍、楊希閔的滇軍以及譚延闓的湘軍等客军控制。其中西關和老城由湘軍、滇軍佔據，東北關由桂軍佔據，僅餘河南一地仍為本地粵籍李福林控制。1924年3月，湘軍和滇軍聯合成立辦事處，組織聯合巡察隊，維持廣州的治安。此時各路軍隊的開支龐大，政府於是拍賣地方的官產和公產來增加財源，并采取了一系列施政措施，如计划引进外资、发展实业，提倡开垦荒地、改革吏治等。
陸海軍大元帥大本營是孙中山在广东建立的第三个政权，前者护法军政府、广州中华民国政府以护法为目标，分别因旧桂系夺权和陈炯明兵变失败。孙中山不愿受制于军阀势力，故此次重建大本营，便确定了联俄方针。1924年，中國國民黨在廣州舉行中國國民黨第一次全國代表大會，其後成立黃埔軍校，組建國民黨領導的國民革命軍，以黨統領軍隊。
在外交上，大元帅大本营有独立于北洋政府的外交政策：一是实行联俄；一是力争“得以列强平等相处，及脱离国际帝国主义之政治、经济的压迫”。1923年下半年，大本营为筹集经费，要求广东海关将两广关余交与广东革命政府使用，受到北洋政府的阻挠，但最终迫使列强让步，获得了两广关余的使用权。

## 现址
中华民国陆海军大元帅大本营的办公地点，位于今广州市海珠区纺织路东沙街，也即孙中山大元帅府纪念馆所在地。

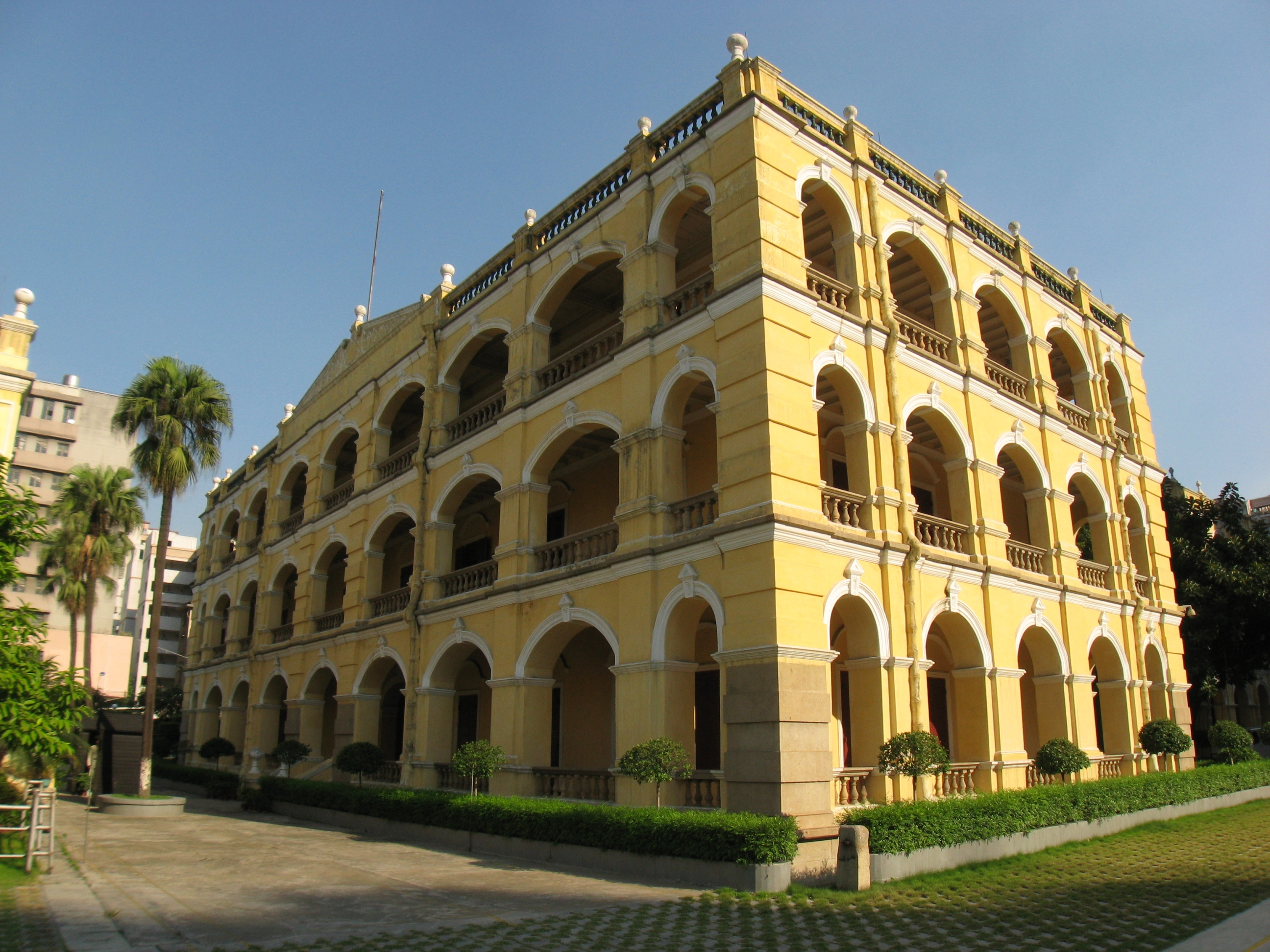
大元帅府旧址